# Rynek w Sandomierzu
Rynek w Sandomierzu – prostokątny plac (o wymiarach 110×120 m) znajdujący się w centrum starówki Sandomierza. Z rynku wychodzą ulice: Opatowska z Oleśnicką, Sokolnickiego z Długosza, Mariacka z Krótką i Zamkowa z Bulińskiego.
Rynek jest pochyły (różnica wysokości do 15 m). Centralną część placu (niemal pośrodku Rynku) zajmuje gotycki ratusz (nr 1), przy którym stoją figura Matki Boskiej i studnia miejska. W zachodniej pierzei rynku wyróżniają się trzy zabytkowe budowle: Kamienica pod Skrzydłami (nr 4) z renesansowym portalem, Konkwit Boboli (nr 5) oraz Kamienica Oleśnickich (nr 10) z podcieniami, w północnej tzw. Kamienica Gomółki (nr 14), a w południowej Dom Lazarczyka (nr 27) z podcieniami i Kamienica Dutreppich (nr 31).
Wokół Rynku usytuowane są kawiarenki, restauracje, sklepy z pamiątkami i liczne galerie sztuki. W południowo-zachodnim narożu rynku ustawiono ogromną kotwicę z łańcuchem stojącym ku górze, symbolicznie sięgającym ku niebu. W 2018 roku na Rynku ustawionych zostało 16 szklanych ławek upamiętniających postacie polskiej kinematografii.
Z rynku, a potem ul. Krótką rozchodzą się szlaki turystyczne, m.in. żółty do Leżajska. Od 1977 roku dla zwiedzających dostępna jest Podziemna Trasa Turystyczna, składająca się z pomieszczeń położonych m.in. pod Rynkiem i budynkami przy Rynku.

## Pomnik historii
22 listopada 2017 r. decyzją Prezydenta RP Andrzeja Dudy na wniosek Ministra Kultury i Dziedzictwa Narodowego Piotra Glińskiego, po uzyskaniu opinii Rady Ochrony Zabytków, wpisano sandomierski historyczny zespół architektoniczno-krajobrazowy na listę pomników historii, przyznawany zabytkom nieruchomym o szczególnej wartości historycznej, naukowej i artystycznej, utrwalonym w powszechnej świadomości i mającym duże znaczenie dla dziedzictwa kulturalnego Polski. Obszar tego pomnika obejmuje zabytki sandomierskiej starówki, w tym między innymi bazylikę katedralną, sandomierskie kościoły pw. Nawrócenia świętego Pawła, pw. św. Jakuba, pw. św. Michała, pw. św. Józefa, pw. Ducha Świętego, Dom Długosza, średniowieczny układ urbanistyczny miasta, Brama Opatowska, ratusz, Collegium Gostomianum, Wąwóz Królowej Jadwigi i Wąwóz Piszczele.

## Galeria

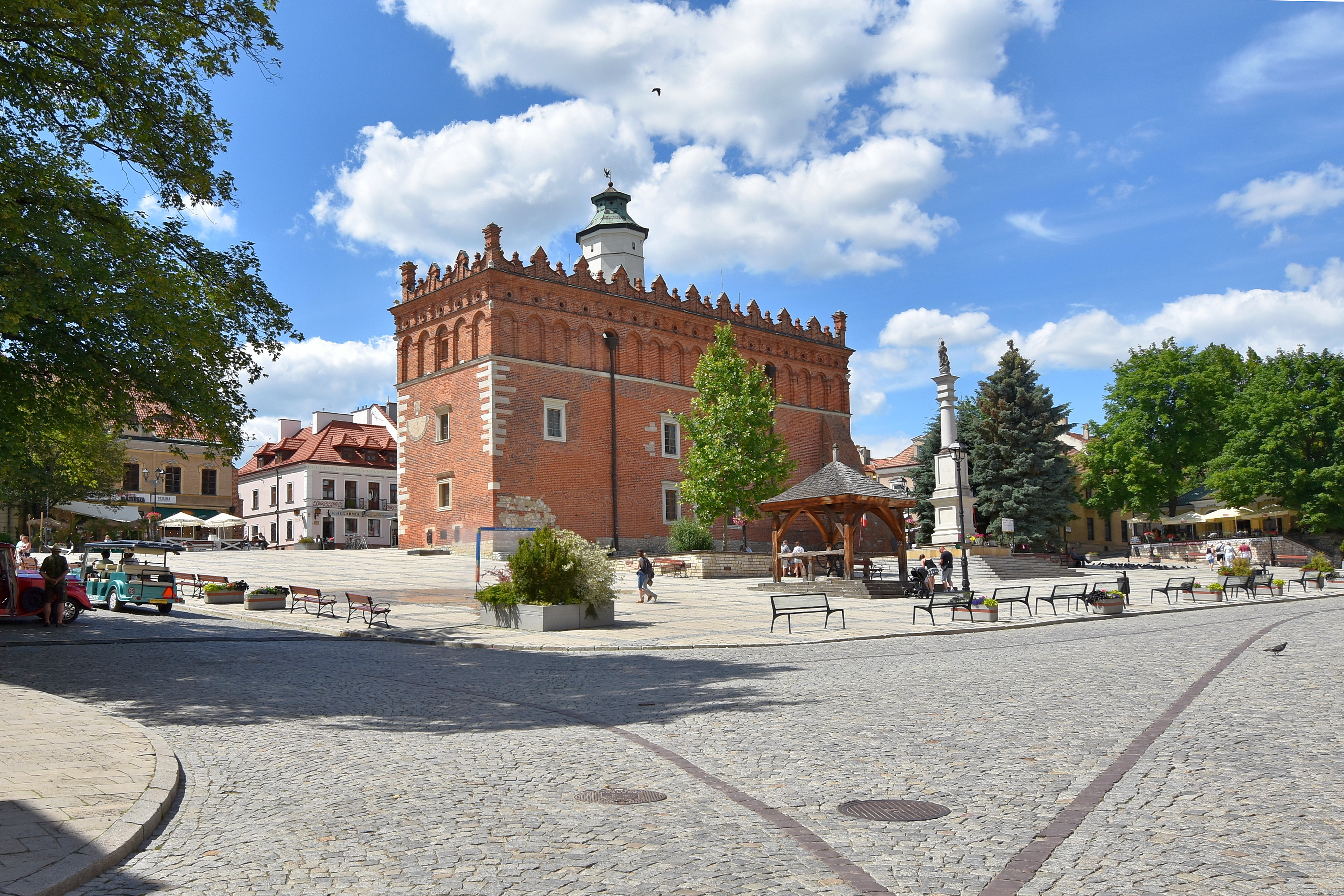
Rynek z ratuszem
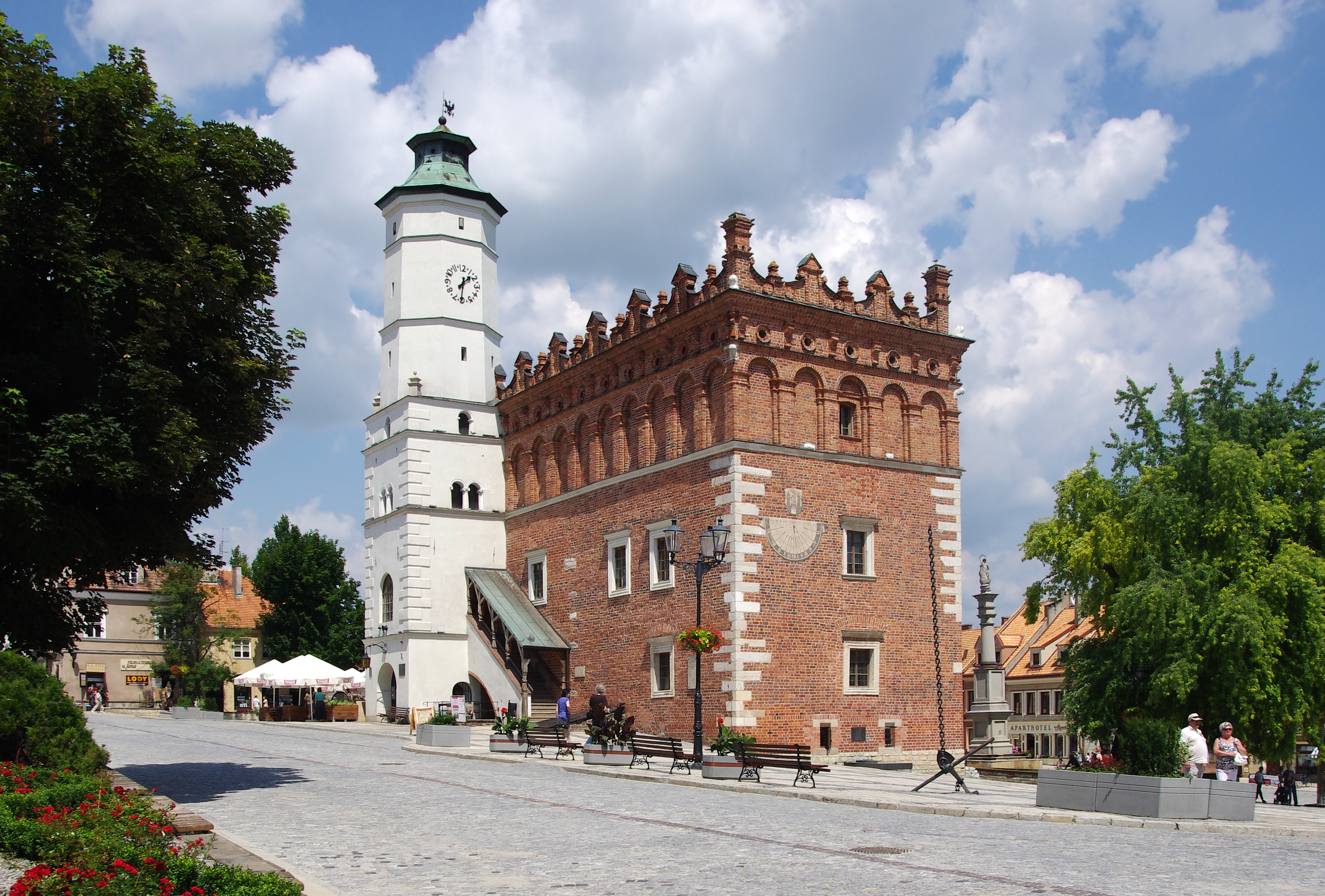
Ratusz
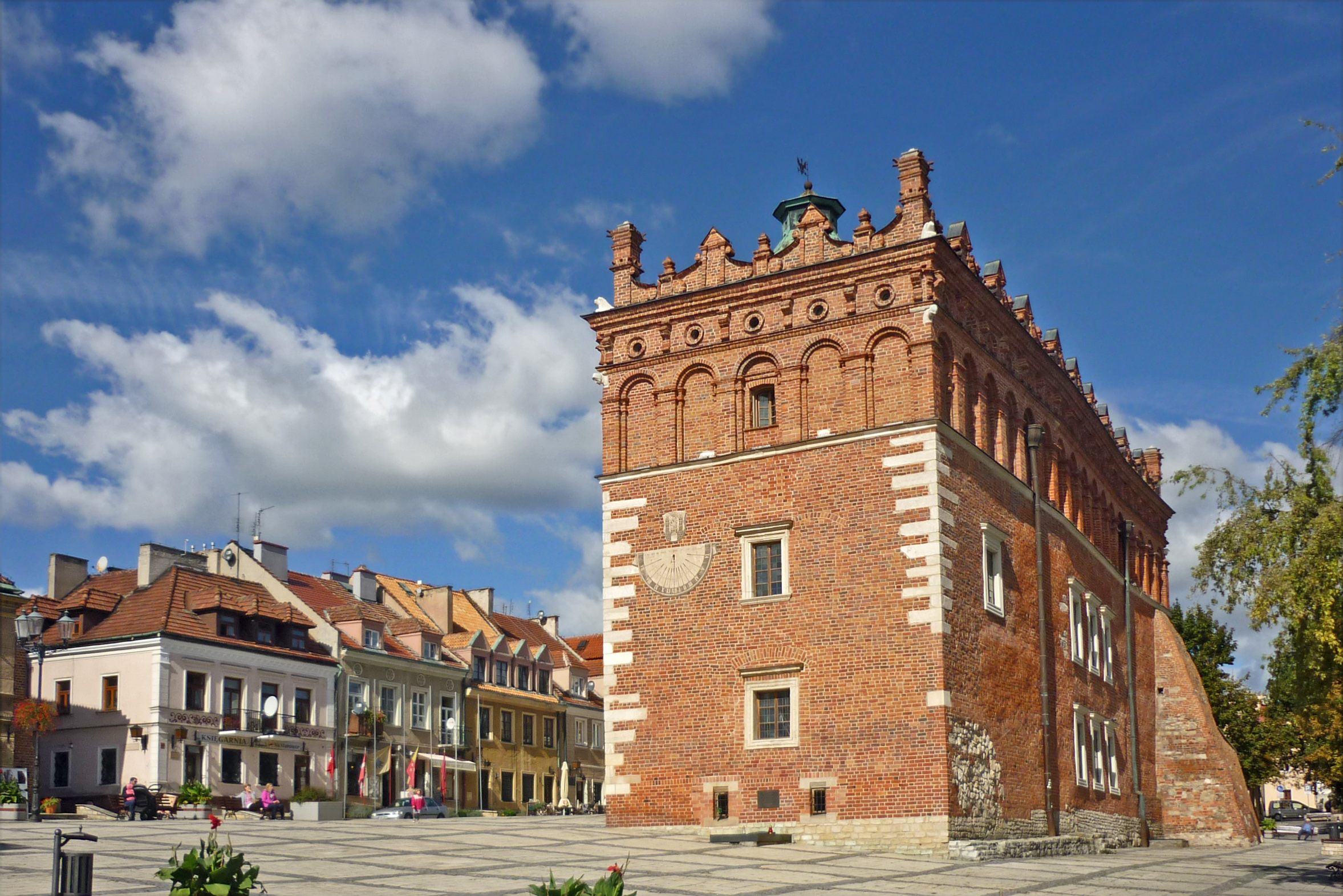
Ratusz
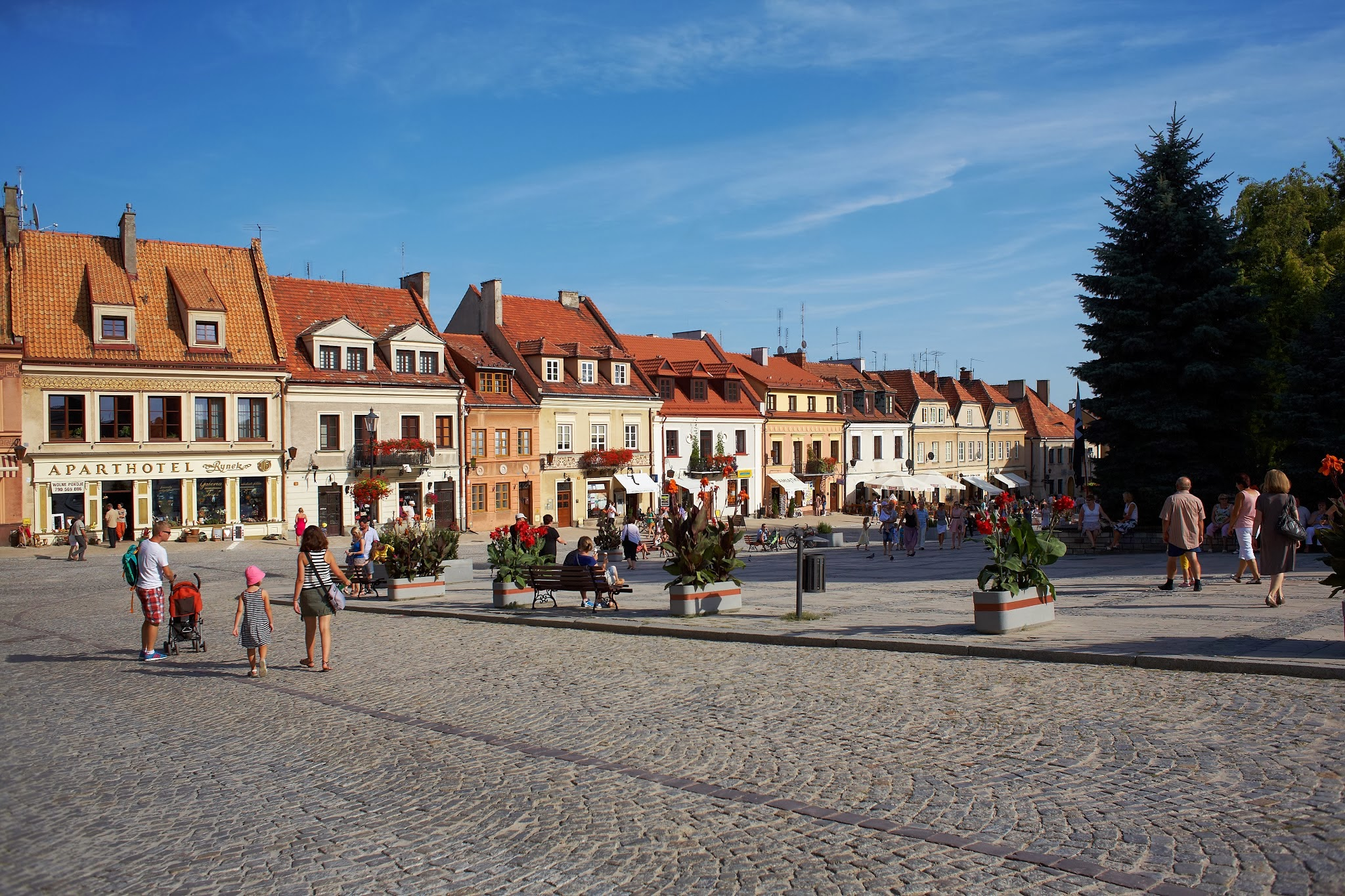
Pierzeja rynku
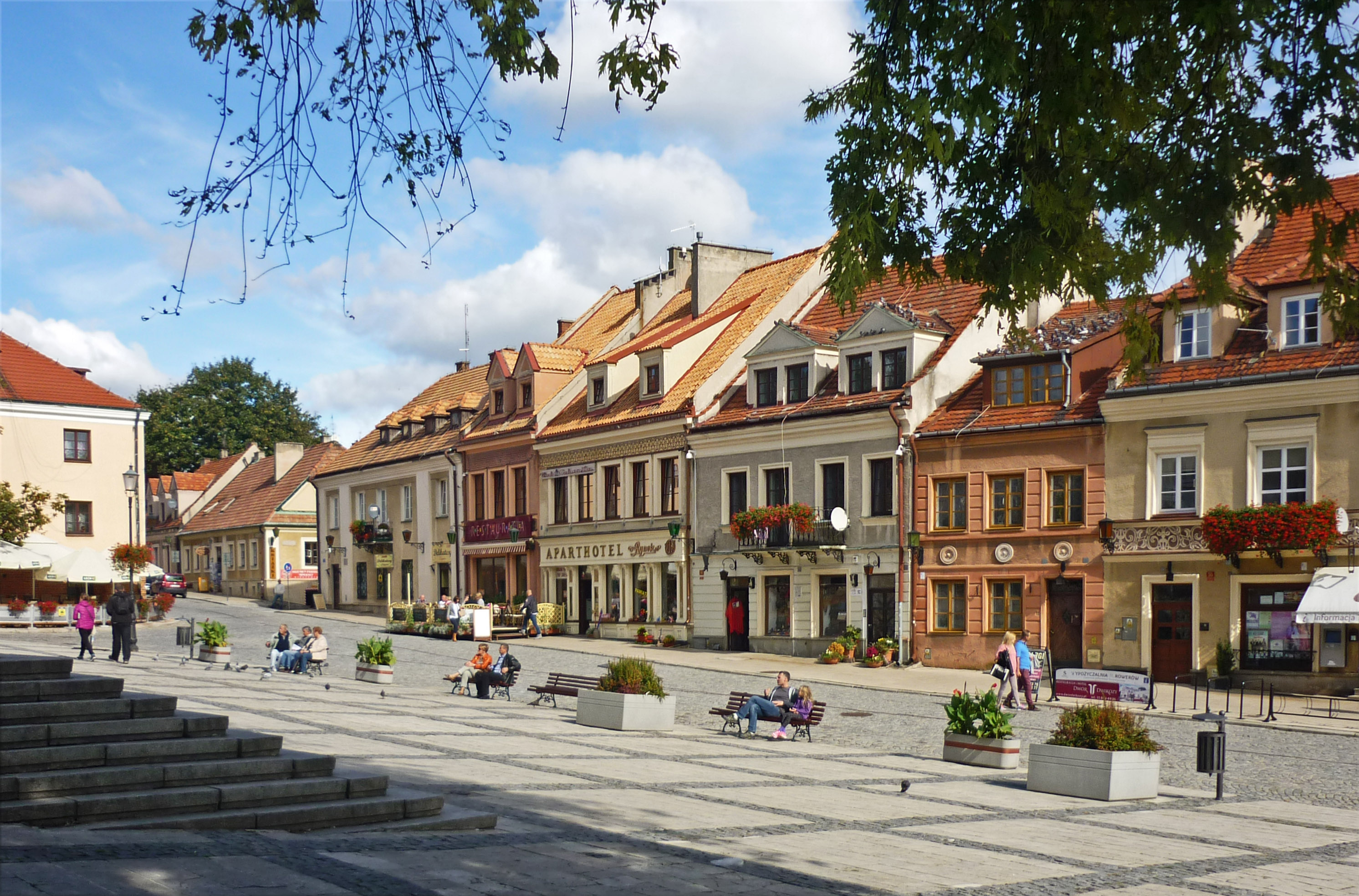
Pierzeja rynku
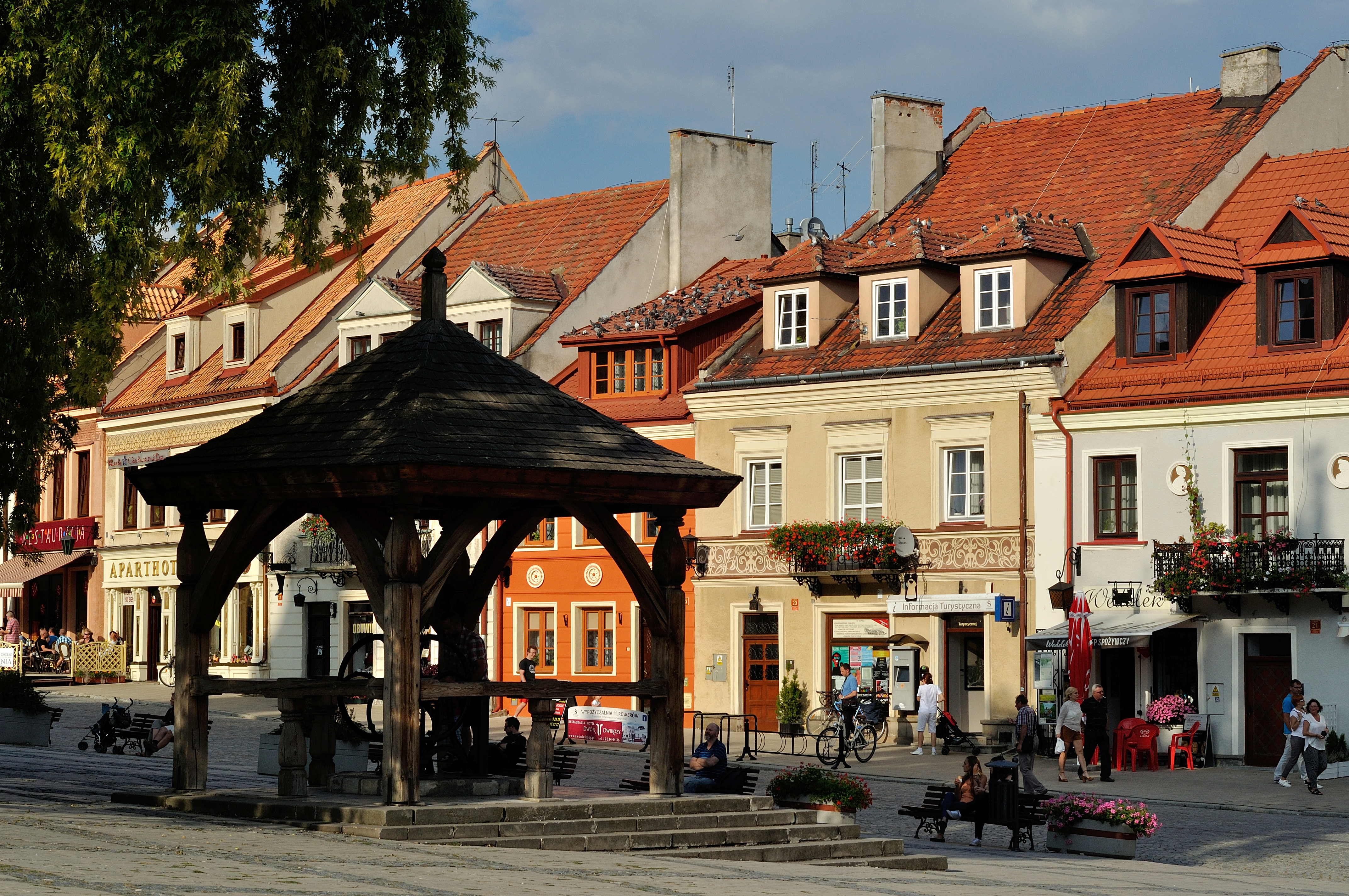
Studnia
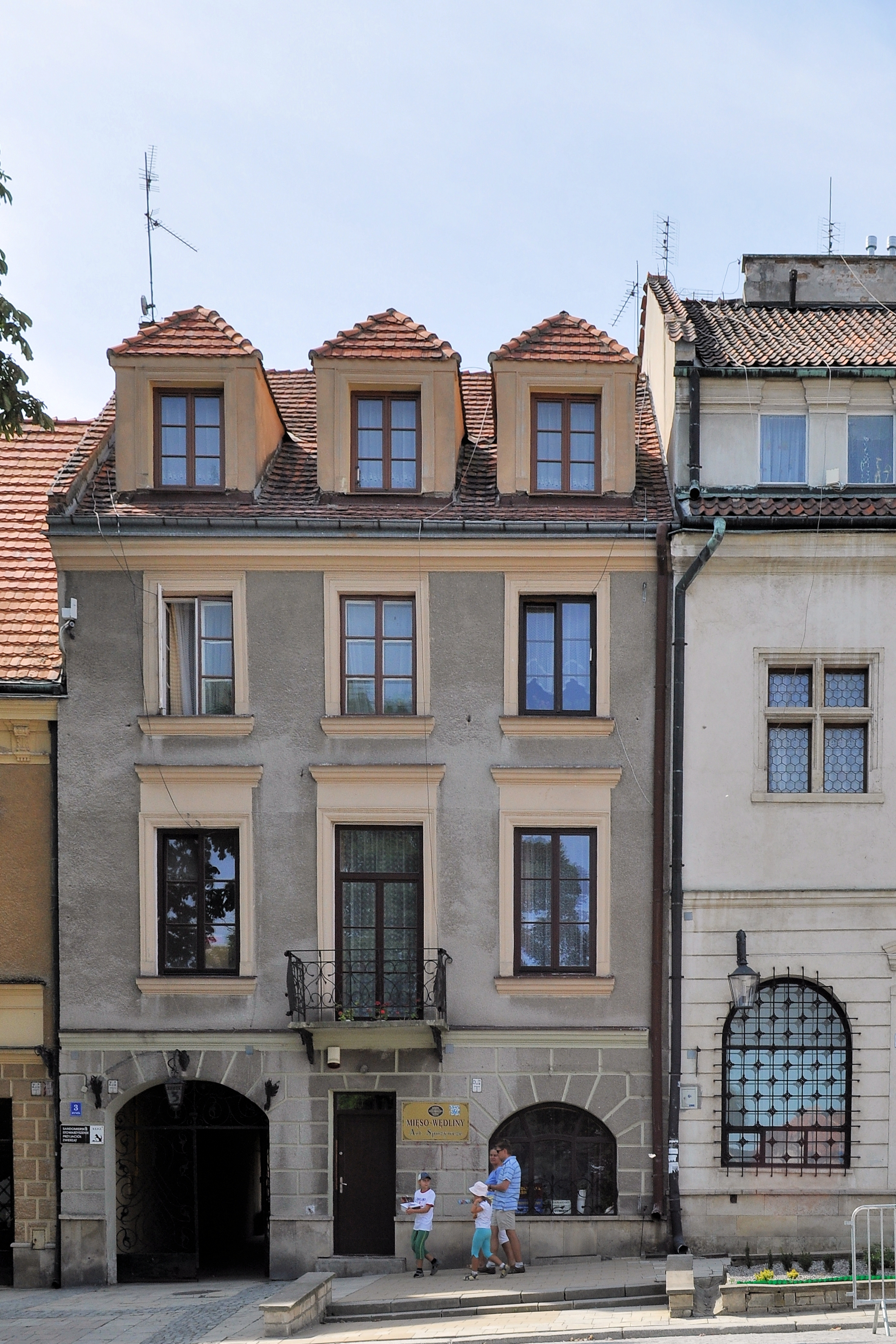
Kamienica (nr 3)
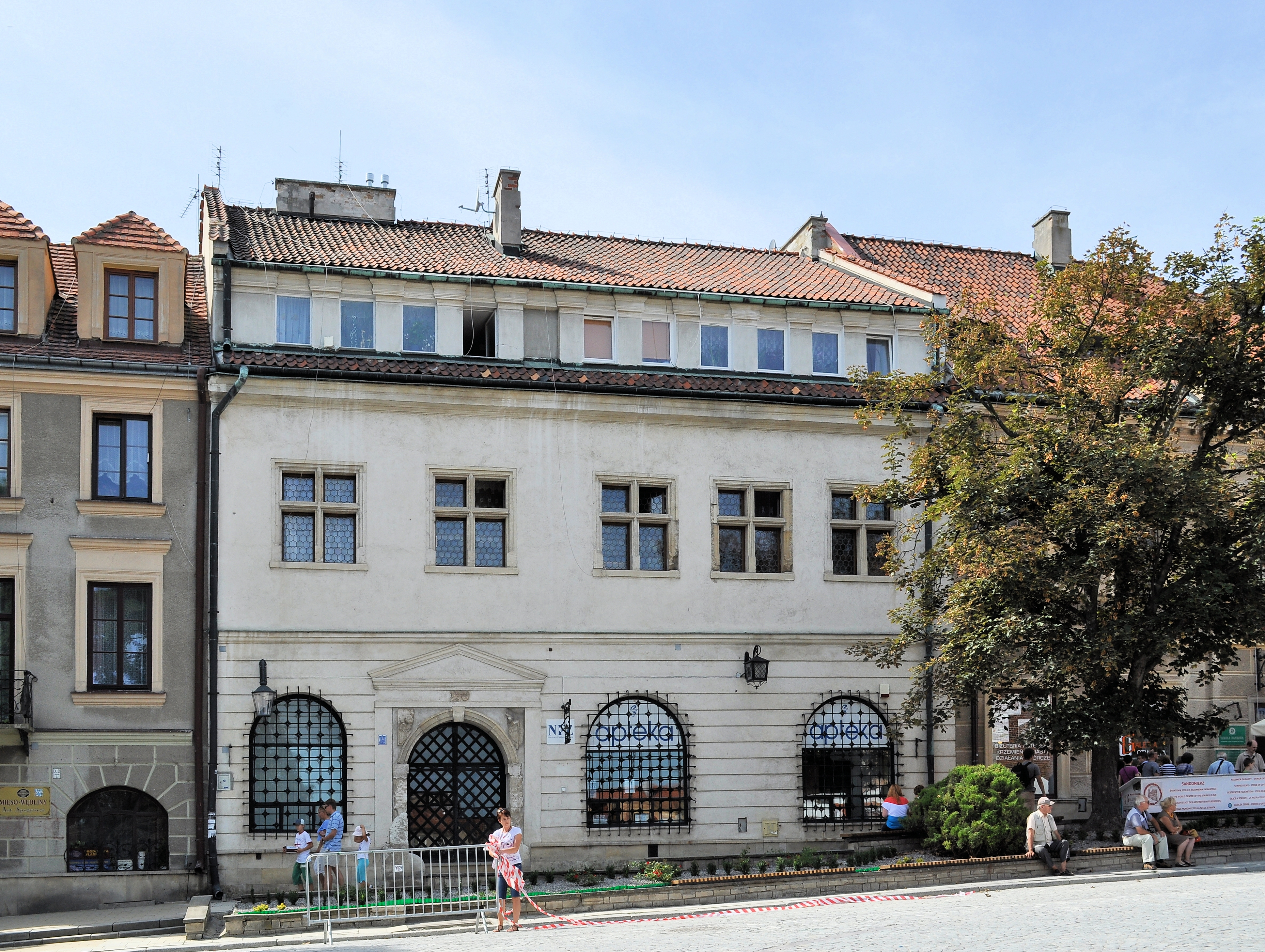
Kamienica pod Skrzydłami (nr 4)
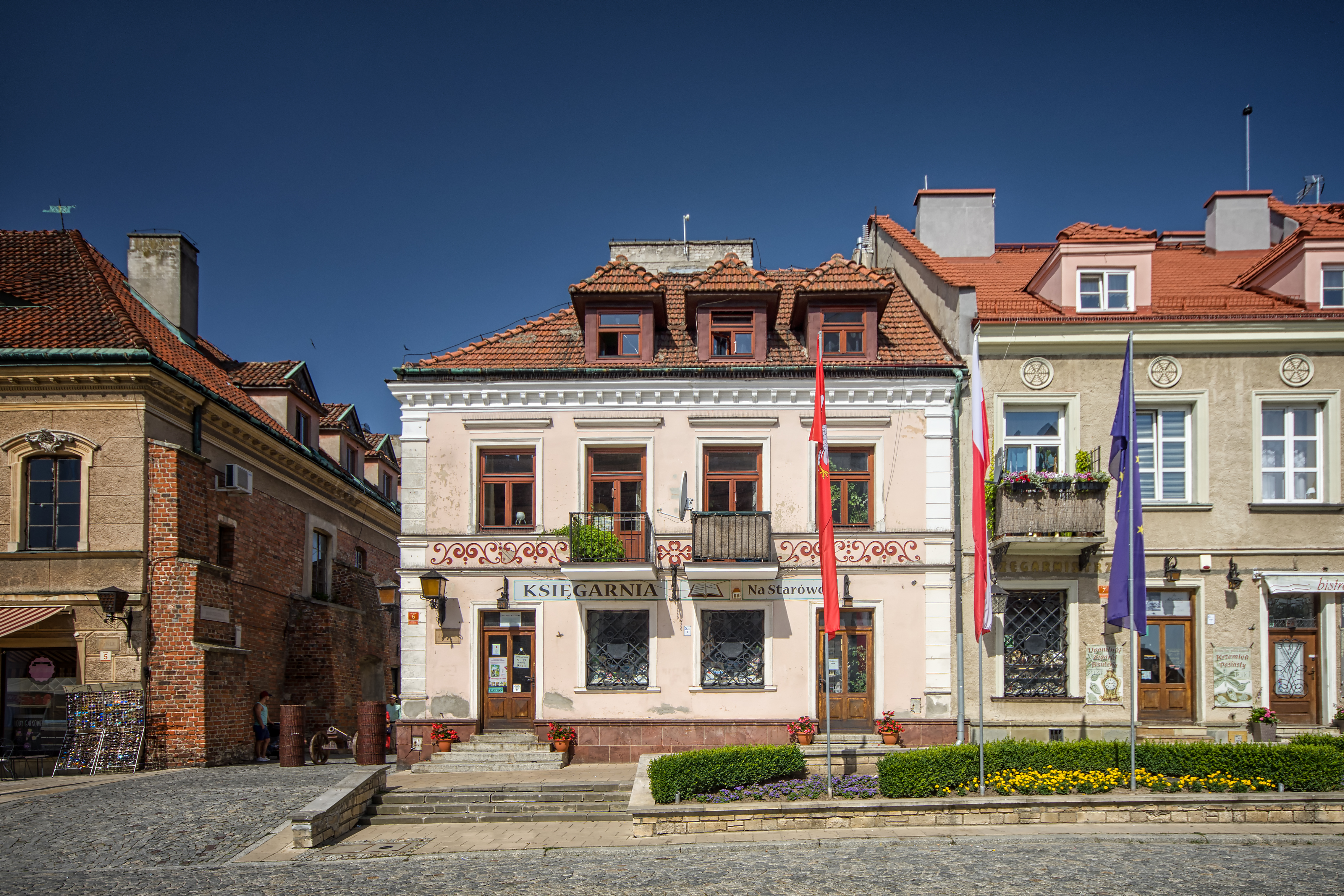
Kamienica (nr 6)
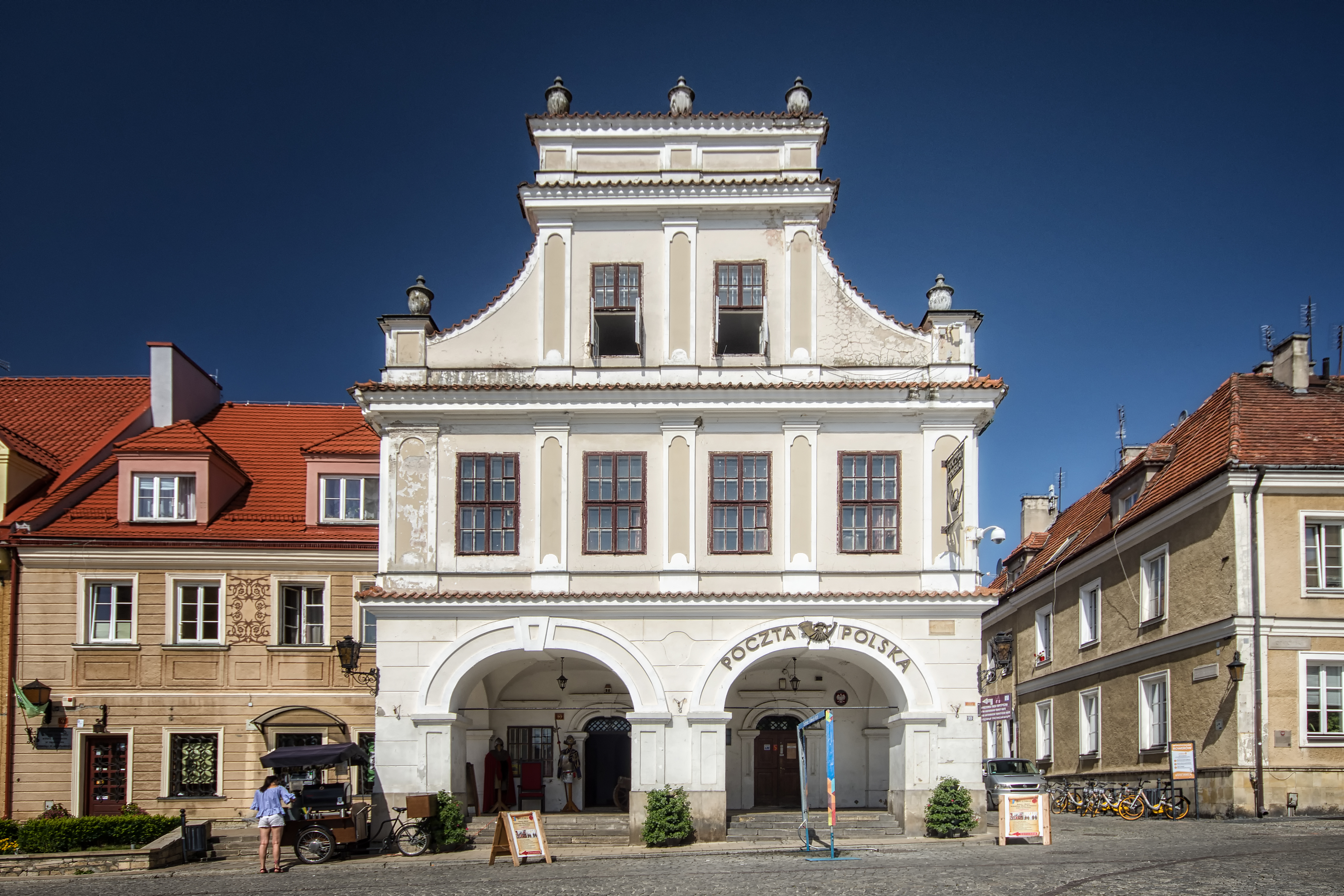
Kamienica Oleśnickich (nr 10)
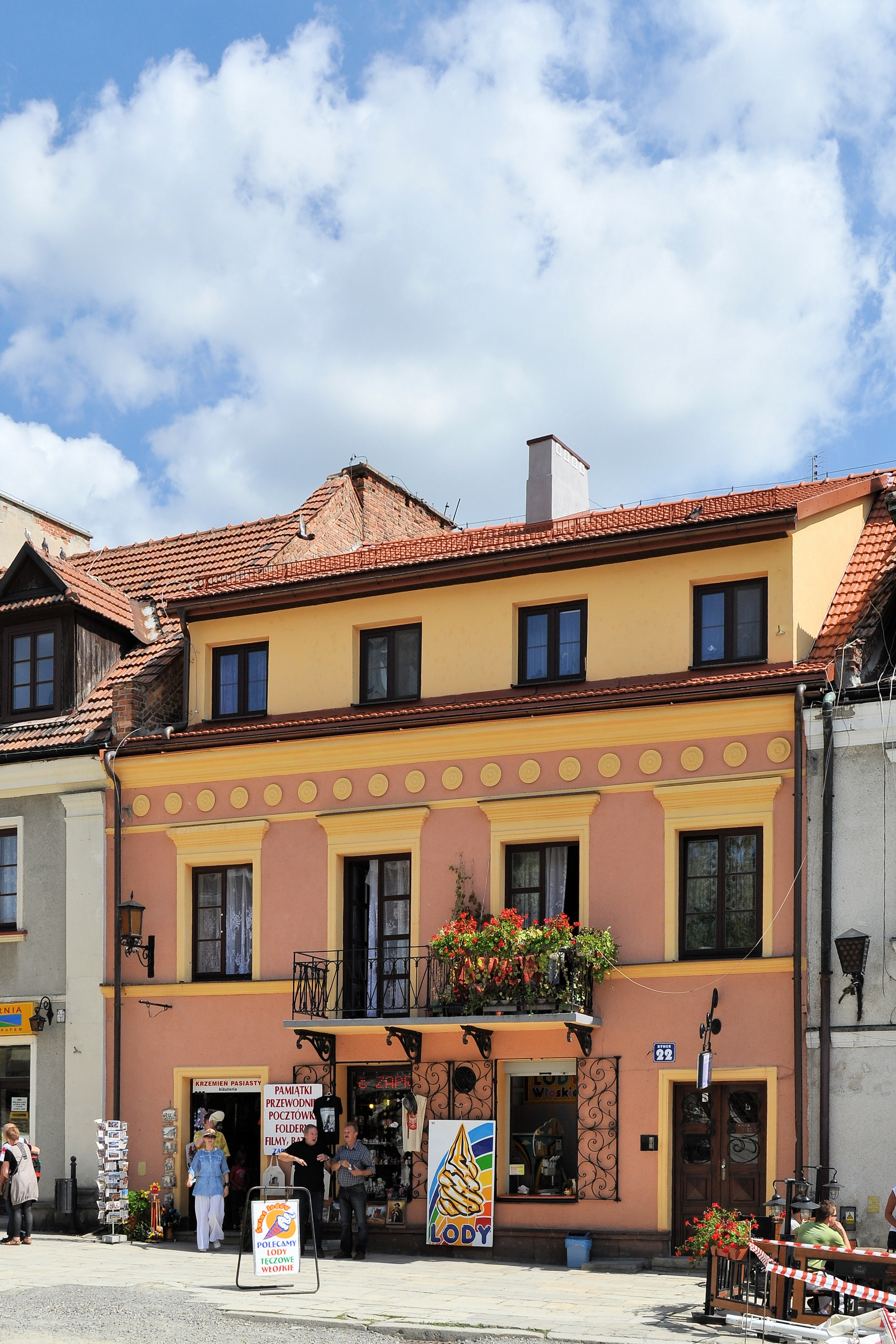
Kamienica (nr 22)